# Garravet
Garravet är en kommun i departementet Gers i regionen Occitanien i sydvästra Frankrike. Kommunen ligger i kantonen Lombez som tillhör arrondissementet Auch. År 2022 hade Garravet 148 invånare.

## Befolkningsutveckling
Antalet invånare i kommunen Garravet
Referens:INSEE